# Návštěvníci (seriál)
Návštěvníci je československý science fiction televizní seriál z roku 1983. První díl měl premiéru v sobotu 5. listopadu 1983. Výrobcem byla Československá televize, koproducenty byly německé veřejnoprávní stanice Westdeutscher Rundfunk a Bayerischer Rundfunk. Patnáctidílný seriál napsal Ota Hofman společně s Jindřichem Polákem, režisérem seriálu. Hudbu složil Karel Svoboda, výtvarníkem byl Theodor Pištěk.

## Příběh
Ve 25. století, přesněji v roce 2484, žijí lidé ve světě míru, lásky a bez válek. Poklidně žijící lidstvo je však náhle překvapeno poplachem. Centrální Mozek Lidstva (CML, hlavní superpočítač dohlížející na dění na Zemi) hlásí, že v blízkosti planety má za 177 dní proletět kometa, která ji vychýlí z dráhy, a následkem toho se stane velká část Země neobyvatelnou.
Jako nejnadějnější projekt na záchranu lidstva před katastrofou je vybrán a realizován ten, který předloží akademik Filip (v pozdější verzi Richard). Tento historik je totiž až fanatickým obdivovatelem geniálního matematika přelomu 20. a 21. století a nositele Nobelovy ceny Adama Bernaua, který ve svých Pamětech zmiňoval, že v 11 letech coby žák 5. třídy objevil matematickou formuli umožňující „snadno přesunovat v prostoru celé kontinenty, ba i světy“. Tento Sešit č. 1 však v roce 1984 shořel při požáru jejich rodinného domu v městečku Kamenici a Adam vzorce již nezrekonstruoval. Ve 25. století sice lidstvo neumí pohybovat světy, ale už umí cestovat v čase nazpět. A přestože cestování v čase je obecně zakázáno, je vzhledem k situaci povolena výjimka a je tedy rozhodnuto vyslat do minulosti výpravu, která má uvedený sešit získat.
CML do této expedice kromě akademika vybere další tři osoby. Těmi jsou technik Leo Kane, lékař–epidemiolog Dr. Jacques Michell a dokumentaristka–historička Emilia Fernandez. Tato skupina je po dvacetidenní přípravě jako expedice Adam 84 – Expedice naděje vyslána do roku 1984, kde se vydávají za skupinu geometrů, vyměřujících dálnici okolo Kamenice. Od počátku je doprovází smůla daná nepřesnými výpočty CML (přistanou na hraně skály namísto v údolí, hasičské uniformy jsou 100 let staré apod.), a jejich blesková záchranná akce také spíš přináší problémy, než aby je řešila: už jen proto, že Sešit č. 1 hodí do plamenů sám akademik poté, co v něm najde akty namísto výpočtů. Expedice je nucena strávit v Kamenici roku 1984 mnohem více času, než se původně plánovalo. Zmatkařství, náhody i nezákonná jednání je doprovázejí několik dalších dní, kdy ovlivní dění v městečku neuvěřitelnou měrou, ačkoliv jakékoliv zásahy do minulosti jsou nepřípustné.
Po marném pokusu zachránit náhradní Sešit č. 2 už expedice naznává, že skutečnost se podstatně liší od toho, jak ji Bernau popisoval ve svých Pamětech. Budoucí geniální matematik se jeví jako obyčejný mírně zlobivý kluk se svými dětskými zájmy, kterého podle jeho otce nevezmou ani ke kopáčům, protože mu nejdou základní počty a místo nich si píše vzorce s nesmyslnými klikyháky, kterým nerozumějí ani učitelé. Výjimkou z této klukovské obyčejnosti je jak vysoká matematika, tak jeho rozhovory se starým panem Drchlíkem, kterého ve svých Pamětech popisuje jako Velkého učitele, ve skutečnosti je to jen bývalý údržbář vysokoškolských budov se svérázným náhledem na svět. U pana Drchlíka také expedice najde útočiště poté, co jim jsou ukradeny peníze. CML sice zašle nové bankovky, nicméně ty jsou z roku 1884 a expedice zkonstatuje, že CML je idiot a již není čas čekat na případný Sešit č. 3, je tedy nutné se vrátit zpět do vlastní doby. Při té příležitosti zachrání a do budoucnosti přepraví i pana Drchlíka, který jako jediný z celého města pochopil, že jde o návštěvníky z budoucnosti.
Výsledkem expedice je přivezení značného množství exponátů a také dědy Drchlíka, který zjistí, že CML byl instalován nakřivo a poskytoval nesprávné výpočty, tudíž srážka s kometou ve skutečnosti nehrozí.

### Důležitá data v příběhu
V seriálu jsou zmíněna některá důležitá data:
- 4. září 1914[pozn. 1] – ve Vrbové Lhotě[pozn. 2] se narodil Alois Drahoslav Drchlík, zemřel v roce 1984, resp. po roce 2484
- 12. června 1973[pozn. 3] – narodil se Adam Bernau, zemřel po roce 2034
- 12. června 1984 v 17.00[pozn. 4] – v den Adamových 11. narozenin začíná požár domu Bernauových
- rok 2034 – Adam Bernau získává Nobelovu cenu
- rok 2123 – osídlení Marsu
- rok 2324 – všelidovým hlasováním bylo zrušeno pivo
- 20. května 2484[pozn. 5] – objevena kometa, do srážky zbývá 177 dní

## Seznam dílů
Seriál má patnáctidílnou formu a také sedmidílný sestřih. Premiérově byl vysílán s 15 díly, při první repríze se 7 dlouhými díly. Verze s delšími díly neobsahuje žádné scény navíc, jedná se o sloučení dvou (v případě prvního dílu tří) epizod patnáctidílné varianty dohromady (s vynecháním mezilehlých znělek a shrnutí děje). Oba sestřihy mají také různé audioverze (původní varianta akademik Filip vysílaná před rokem 1989 / předabovaná verze akademik Richard vysílaná po roce 1989 – viz Soud o akademika).

### Patnáctidílná verze (1983–1984)
| Díl | Název                     | Režie          | Scénář                      | Datum premiéry (akademik Filip) | Datum premiéry (akademik Richard) | Odpovídající díl v 7dílné verzi |
| --- | ------------------------- | -------------- | --------------------------- | ------------------------------- | --------------------------------- | ------------------------------- |
| 1   | Země roku 2484            | Jindřich Polák | Ota Hofman a Jindřich Polák | 5. listopadu 1983               | 13. září 2000                     | 1                               |
| 2   | Výprava do minula         | Jindřich Polák | Ota Hofman a Jindřich Polák | 12. listopadu 1983              | 20. září 2000                     | 1                               |
| 3   | Návštěvníci přicházejí    | Jindřich Polák | Ota Hofman a Jindřich Polák | 19. listopadu 1983              | 27. září 2000                     | 1                               |
| 4   | Akce: Sešit 1             | Jindřich Polák | Ota Hofman a Jindřich Polák | 26. listopadu 1983              | 4. října 2000                     | 2                               |
| 5   | Hlavně nenápadně          | Jindřich Polák | Ota Hofman a Jindřich Polák | 3. prosince 1983                | 11. října 2000                    | 2                               |
| 6   | Tajemství velkého učitele | Jindřich Polák | Ota Hofman a Jindřich Polák | 10. prosince 1983               | 18. října 2000                    | 3                               |
| 7   | Půlnoční kolotoč          | Jindřich Polák | Ota Hofman a Jindřich Polák | 17. prosince 1983               | 25. října 2000                    | 3                               |
| 8   | Génius v hladomorně       | Jindřich Polák | Ota Hofman a Jindřich Polák | 25. prosince 1983               | 1. listopadu 2000                 | 4                               |
| 9   | Sólo pro návštěvníky      | Jindřich Polák | Ota Hofman a Jindřich Polák | 26. prosince 1983               | 8. listopadu 2000                 | 4                               |
| 10  | Stav nouze                | Jindřich Polák | Ota Hofman a Jindřich Polák | 31. prosince 1983               | 15. listopadu 2000                | 5                               |
| 11  | Stane se zítra            | Jindřich Polák | Ota Hofman a Jindřich Polák | 7. ledna 1984                   | 22. listopadu 2000                | 5                               |
| 12  | Peníze z hvězd            | Jindřich Polák | Ota Hofman a Jindřich Polák | 14. ledna 1984                  | 29. listopadu 2000                | 6                               |
| 13  | Prozrazení                | Jindřich Polák | Ota Hofman a Jindřich Polák | 21. ledna 1984                  | 6. prosince 2000                  | 6                               |
| 14  | Po nás potopa             | Jindřich Polák | Ota Hofman a Jindřich Polák | 28. ledna 1984                  | 13. prosince 2000                 | 7                               |
| 15  | Návrat do budoucnosti     | Jindřich Polák | Ota Hofman a Jindřich Polák | 4. února 1984                   | 20. prosince 2000                 | 7                               |

### Sedmidílná verze (1986)
| Díl | Název                     | Režie          | Scénář                      | Datum premiéry (akademik Filip) | Datum premiéry (akademik Richard) | Odpovídající díly v 15dílné verzi |
| --- | ------------------------- | -------------- | --------------------------- | ------------------------------- | --------------------------------- | --------------------------------- |
| 1   | Země roku 2484            | Jindřich Polák | Ota Hofman a Jindřich Polák | 31. března 1986                 | 5. ledna 1994                     | 1, 2 a 3                          |
| 2   | Hlavně nenápadně          | Jindřich Polák | Ota Hofman a Jindřich Polák | 6. dubna 1986                   | 12. ledna 1994                    | 4 a 5                             |
| 3   | Tajemství velkého učitele | Jindřich Polák | Ota Hofman a Jindřich Polák | 12. dubna 1986                  | 19. ledna 1994                    | 6 a 7                             |
| 4   | Sólo pro návštěvníky      | Jindřich Polák | Ota Hofman a Jindřich Polák | 19. dubna 1986                  | 26. ledna 1994                    | 8 a 9                             |
| 5   | Stane se zítra            | Jindřich Polák | Ota Hofman a Jindřich Polák | 27. dubna 1986                  | 2. února 1994                     | 10 a 11                           |
| 6   | Prozrazení                | Jindřich Polák | Ota Hofman a Jindřich Polák | 2. května 1986                  | 9. února 1994                     | 12 a 13                           |
| 7   | Návrat do budoucnosti     | Jindřich Polák | Ota Hofman a Jindřich Polák | 10. května 1986                 | 16. února 1994                    | 14 a 15                           |

### Dokument
| Název                                                | Režie          | Scénář                      | Datum premiéry (akademik Filip) | Datum premiéry (akademik Richard) |
| ---------------------------------------------------- | -------------- | --------------------------- | ------------------------------- | --------------------------------- |
| Návštěva u Návštěvníků ...aneb jak se natáčel seriál | Jindřich Polák | Ota Hofman a Jindřich Polák | 11. února 1984                  | 27. prosince 2000                 |

## Obsazení

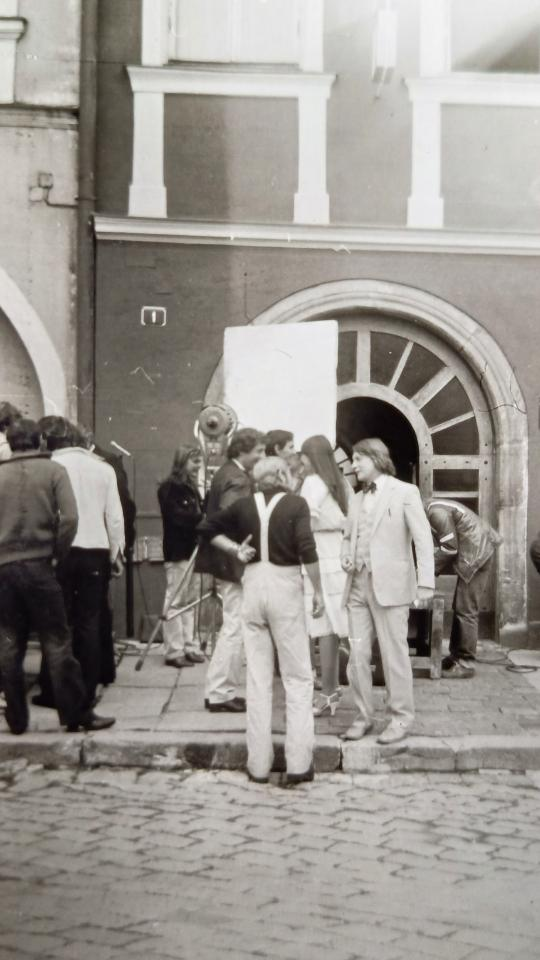
Natáčení seriálu Návštěvníci v Pelhřimově, Josef Dvořák a štáb

| Vladimír Brabec    | vypravěč (jen hlas)                        |
| Miroslav Moravec   | hlas CML                                   |
| Josef Bláha        | akademik Jan Richard - inženýr Jan Richard |
| Josef Dvořák       | Leo Kane - Emil Karas                      |
| Jiří Datel Novotný | Dr. Jacques Michell - Michal Noll          |
| Dagmar Patrasová   | Emilia Fernandez - Káťa Jandová            |
| Viktor Král        | Adam Bernau                                |
| Dagmar Veškrnová   | Alice Bernauová, matka                     |
| Evžen Jegorov      | Karel Bernau, otec                         |
| Vlastimil Brodský  | „velký učitel” Alois Drahoslav Drchlík     |
| Klára Pollertová   | Ali Lábusová                               |
| Vladimír Menšík    | nadpraporčík Vyskočil                      |
| Jiří Lábus         | příslušník SNB                             |
| Jiří Císler        | vedoucí hotelu Franc                       |
| Jitka Molavcová    | pokojská Heli                              |
| Dana Bartůňková    | lékařka Olga                               |
| Zora Jandová       | zdravotní sestřička                        |
| Jaroslav Rozsíval  | primář Kraser                              |
| Jan Hartl          | reportér Petr Malát                        |
| Jiří Kodet         | kolotočář Eda Nehasil                      |
| Laďka Kozderková   | jeho žena Mary                             |
| Lukáš Bech         | jejich syn                                 |
| Jiří Krampol       | pan Karlík z autoopravny                   |
| Václav Štekl       | muž při záplavě                            |
| Helena Růžičková   | žena při záplavě                           |
| Bořivoj Navrátil   | předeseda světové rady                     |
| Mahulena Bočanová  | jeho dcera                                 |
| Jan Čenský         | Tomáš, muž z budoucnosti                   |
| Taťána Čechovská   | žena z budoucnosti                         |

## Soud o akademika
Seriál byl kvůli postavě akademika Filipa poznamenán soudním sporem a postava byla dodatečně přejmenována na akademika Richarda. Soud iniciovala Alena Filipová, vdova po prof. Janu Filipovi, akademikovi a bývalém řediteli Archeologického ústavu Československé akademie věd.
Paní Filipová namítala, že hlavní hrdina seriálu „akademik Filip“ (Josef Bláha) je podobný jejímu muži a je vykreslen v nelichotivé podobě. O nápravu se snažila už od premiérového vysílání, soud o ochranu osobnosti vyhrála v roce 1989 (v té době už měl seriál za sebou tři uvedení).  Seriál se pak v původní podobě nesměl vysílat a televize musela natočit dokument o pravém akademikovi Filipovi a hlavní postavě seriálu muselo být pro další reprízy změněno příjmení, jinak by nebylo dovoleno seriál uvést a v jakékoliv formě distribuovat. Televize se odvolala a v devadesátých letech opět prohrála. Mezitím ležel seriál v „trezoru", až pak se vytvořila nová zvuková verze, která podle režiséra Poláka stála přibližně 100 tisíc korun. Autoři pro nové uvedení zvolili opět dvojslabičné příjmení Richard, aby se snáze předabovaly všechny dialogy, v nichž se příjmení Filip vyskytuje. Nicméně jednou jméno Filip v seriálu zůstalo. Příjmení Filip se také objevuje na nášivkách tréninkových uniforem expedice Adam 84, které nejsou ale moc čitelné při běžném rozlišení. Zajímavé také je, že autoři změnili i křestní jméno akademika (které v seriálu zazní asi jen jednou při rozdávání občanských průkazů v 2. díle) – celé jméno se změnilo z původního Rudolf Filip nově na Jan Richard. 
Režisér Jindřich Polák považoval rozsudky za nespravedlivé a vyčítal soudu, že nebyl přizván, aby celou věc vysvětlil. Jméno akademik Filip vybrali se scenáristou Otou Hofmanem naprosto náhodně bez spojitosti s reálnou osobou, o jejíž existenci nevěděli. To však pro právo na ochranu osobnosti není podstatné.

## Zajímavosti

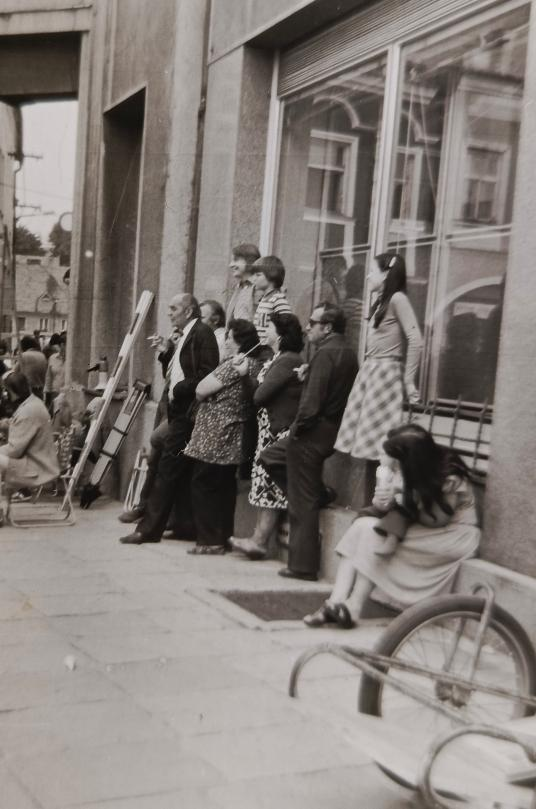
Natáčení seriálu Návštěvníci v Pelhřimově, Josef Bláha a komparz

- O natáčení seriálu vyprávějí televizní dokumenty Návštěva u Návštěvníků ...aneb jak se natáčel seriál (1983, premiéra 11. února 1984) a 18. díl z dílů cyklu Pokračování příště (režie Martin Dušek, premiéra 7. května 2003). Na YouTube kanálu Filip Nesládek vyšel 15. listopadu 2022 dokument z cyklu Seriálové návraty o zákulisí seriálu.[18]

- Statistické údaje o seriálu: 85 postav, 1856 epizod, 4357 placených členů komparsu, 72 exteriérových motivů, 16 dekorací v reálu + 28 v ateliérech, 540 trikových záběrů, 3 roky trvající natáčení, po sestřihu má seriál 7,5 hodiny vysílacího času na 12,5 km dlouhém filmovém pásu.[19]

- Nad první verzí příběhu o matematickém géniovi Adamu Bernauovi se autoři Ota Hofman a Jindřich Polák sešli už v roce 1977,[19] údajně během natáčení poslední řady seriálu Pan Tau. Scenárista Ota Hofman tehdy hledal nový námět a v tramvaji potkal mezi cestujícími mladou matku s asi pětiletým dítětem. Dítě bylo velmi zvídavé a své maminky se neustále na něco vyptávalo. Když už to trvalo delší dobu, ztratila matka trpělivost a místo odpovědi dala dítěti facku. Jeden ze starších cestujících se dítěte zastal: „Pročpak bijete to dítě? Vždyť nevíte, co z něj jednou bude. Možná bijete nějakého budoucího vynálezce!“ Tato příhoda Hofmana zaujala a začal rozpracovávat příběh o klukovi, který ještě neví, že jednou bude geniálním vynálezcem – a o expedici, která kvůli němu cestuje v čase.

- S natáčením se začalo ve Filmovém studiu Barrandov koncem roku 1980. Hlavním architektem a tvůrcem dekorací z budoucnosti byl Zbyněk Hloch, kostýmy budoucnosti měl na starosti Theodor Pištěk, střihové trikové záběry včetně zvířecího hybrida Doofyho Jan Švankmajer,[19] animace Bedřich Glaser včetně proměn „amarounů“ nebo hry vycpané slepice v tiskárně, což byla vůbec první animace loutky, kterou tento „dvorní“ Švankmajerův animátor kdy animoval.

- Podle původních plánů měl roli doktora Michella ztvárnit Jaromír Hanzlík a na roli otce Bernaua se počítalo s Pavlem Zedníčkem.[20] Rodičovský pár tedy měli zahrát Pavel Zedníček s Dagmar Veškrnovou, což se později splnilo v seriálu Chobotnice z II. patra od stejné autorské dvojice Hofman – Polák. Pro roli Emilie Fernandez alias Káti Jandové byla také zvažována (jmenovkyně) Zora Jandová, která si nakonec v seriálu zahrála vedlejší postavu sestřičky v nemocnici.[21]

- Městečko Kamenice je ve skutečnosti Pelhřimov.[22][23] Prvním natáčecím dnem v Pelhřimově byl 22. červen 1981 a natáčelo se zde po následujících 8 týdnů. Po celou dobu zde byly i pouťové atrakce fungující pro obyvatele zdarma, protože jejich provoz platil filmový štáb. Fiktivní městečko dostalo v seriálu také vlastní státní poznávací značku KC (což by z Kamenice dělalo okresní město).[24] Přesto se v seriálu objevují i auta s poznávací značkou pelhřimovského okresu PE, například na hasičských vozidlech.

- Rodinný dům Bernauů (v ulici V tůňkách č. 15), který na začátku expedice vyhoří, byl domem určeným k demolici a nacházel se v Brně-Žabovřeskách, Bráfova ulice č. 4.[25] Filmový štáb jej pro potřeby natáčení zakoupil a po dobu tří týdnů jej opakovaně zapaloval a hasil.[19][26] V současnosti se na tomto místě nalézá násep jižního zhlaví nadjezdu Žabovřeské ulice (E461 + I/42) přes ulici Horovu. Dům s věžičkou, kde bydlela rodina Lábusových, je na adrese Bráfova č. 9 a stojí dodnes.

- Rybník Bejšovec, který Návštěvníci „vypařili” a Adam později vypustil, je ve skutečnosti rybník Valcha u obce Neveklov a záplava z něj se natáčela v umělém korytě v Brandýse nad Labem, které obvykle sloužilo pro trénink kajakářů. Scéna se natáčela sedmi kamerami zároveň. Helena Růžičková při jejím natáčení jen těsně unikla vážnému zranění, když se dostala příliš blízko hroutící se konstrukci plechové garáže.[19]

- Scéna havarující a explodující cisterny ze závěrečné epizody (navzdory tomu, že patří mezi ten typ scén, které lze točit jenom jednou) se natáčela čtyřmi kamerami a povedla se až na třetí pokus: při prvních dvou se totiž benzínová cisterna Tatra 148 po sjetí ze silnice nepřevrátila, ale naopak ze svahu sjela bezpečně a nepoškozená (při druhém pokusu dokonce srazila jednu z kamer zaznamenávajících scénu, kameraman utekl cisterně z cesty včas), poté vždy bezproblémově zase vyjela nazpátek. Až při třetím pokusu, pro který byla cisterna naplněna vodou, překonala gravitace jízdní vlastnosti páteřového podvozku Tatra, cisterna se v souladu se scénářem převrátila a skutálela pod svah, kde byly následně odpáleny připravené nálože.[19]

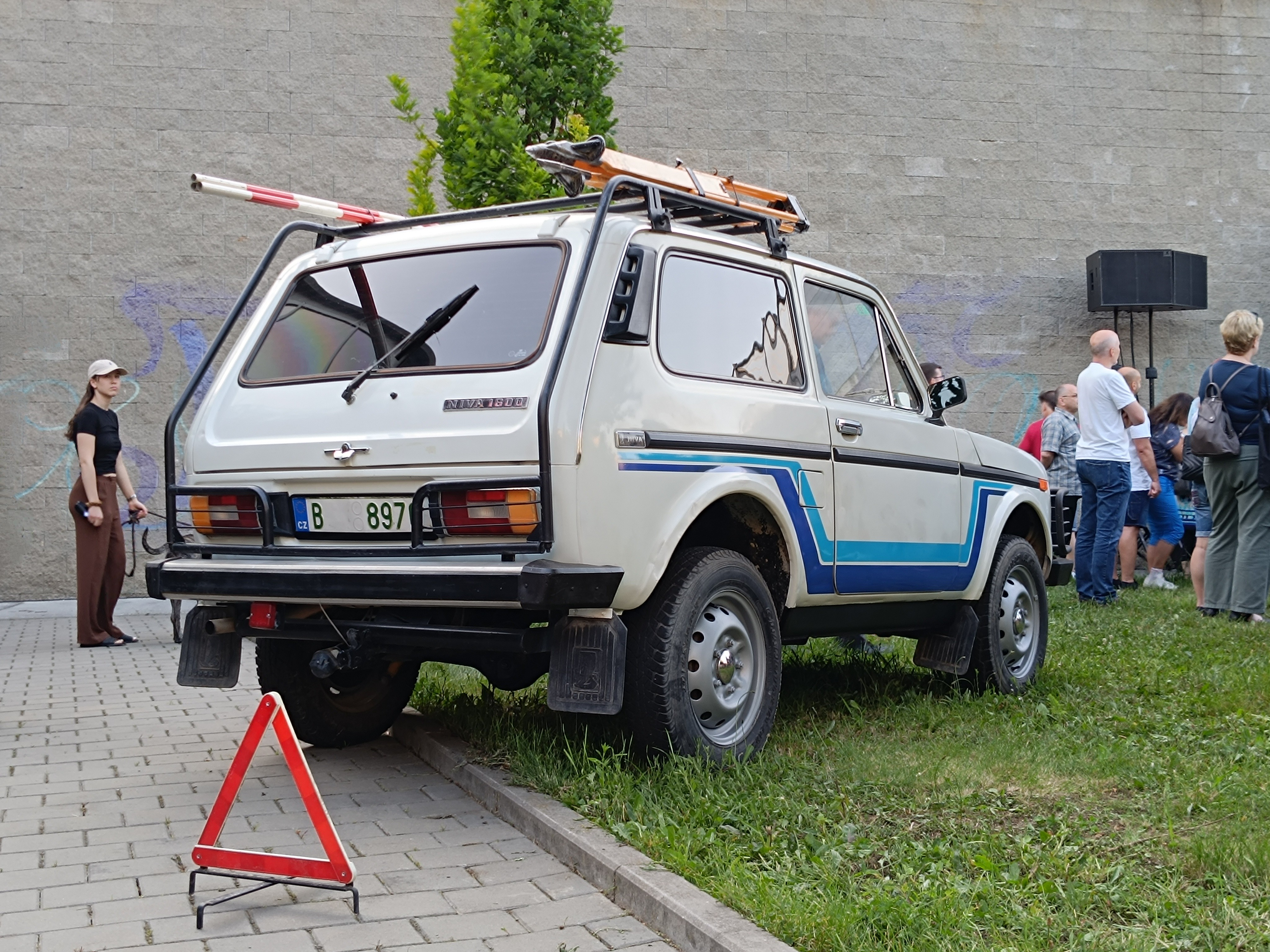
Lada Niva, typ terénního vozu používaného návštěvníky i s výbavou, včetně trojúhelníku pro kontakt s rokem 2484

- Legendární dopravní prostředek návštěvníků, automobil Lada Niva, byl pro seriál zapůjčen ve dvou exemplářích od německých koproducentů, třetí exemplář zakoupilo filmové studio Barrandov. Vyskytly se ovšem problémy s úhradou za benzín: podle tehdejší legislativy nemohly zahraniční právnické a fyzické osoby kupovat pohonné hmoty ani za hotovost (jako českoslovenští občané), ani za benzinové poukázky (jako československé právnické osoby), ale pouze za tuzexové poukázky. Z toho důvodu musel německý koproducent na tuzexový účet filmového štábu převést 6 000 DM, ze kterých se poté benzín platil. Jak psal ve své zprávě filmový štáb, „vozy NIVA jsou stěžejní rekvizitou tohoto seriálu.“[27]

- Seriál je znám také pro své novotvary, jako jsou amarouny (želatinový pokrm návštěvníků, pojem, který se prosadil do češtiny ve významu jídla nevýrazné chuti) nebo humidovat (záměrně nevysvětlený pojem pro lidskou aktivitu v 25. století).[28]

- Souhrny předchozího děje na začátcích jednotlivých dílů několikrát ukazují dříve neviděné záběry. Buď se jedná o záznam z jiné kamery z jiného úhlu, nebo dokonce z jiné klapky. V některých případech je také scéna v souhrnu předchozího děje o trochu delší, než byla původně ukázána v minulé epizodě.[29]

- Návštěvníci se vydali do minulosti zachránit sešit budoucího génia Adama Bernaua, do kterého si údajně zapsal vzorec pro přesun kontinentů. Sešitů bylo několik:
  - Sešit č. 1 – modrý sešit s nalepenými ženskými akty. Sešit, který nejprve roztrhává Adam před Ali, později shoří Richardovou zásluhou při požáru.
  - Sešit č. 2 – oranžový sešit, který obsahuje zejména plán hradu Krucenberg. Návštěvníci získají celý sešit (ve formě vlaštovek), ale žádaný vzorec neobsahuje.
  - Sešit č. 3 – sešit, do kterého si Adam zakreslil schéma vynálezu s lavorem a obrázek návštěvníků s deštníky u rybníka. Návštěvníci zdokumentují podstatnou část sešitu, ale žádaný vzorec neobsahuje. Možná se nejednalo o sešit č. 3 zmíněný v pozdějších Pamětech Adama Bernaua.
  - Další sešit – modrý sešit, který roztrhá Adamův otec, protože „to už je třetí školní sešit popsanej samejma blbostma“, i když podle Adama to byl přesun kontinentů. Do sešitu se také pustí pes Fido. Nejspíš tento sešit byl opravdovým sešitem číslo 3 z Pamětí, ale návštěvníci už tento sešit nezískají, protože se právě připravují na návrat zpět do budoucnosti.[30]

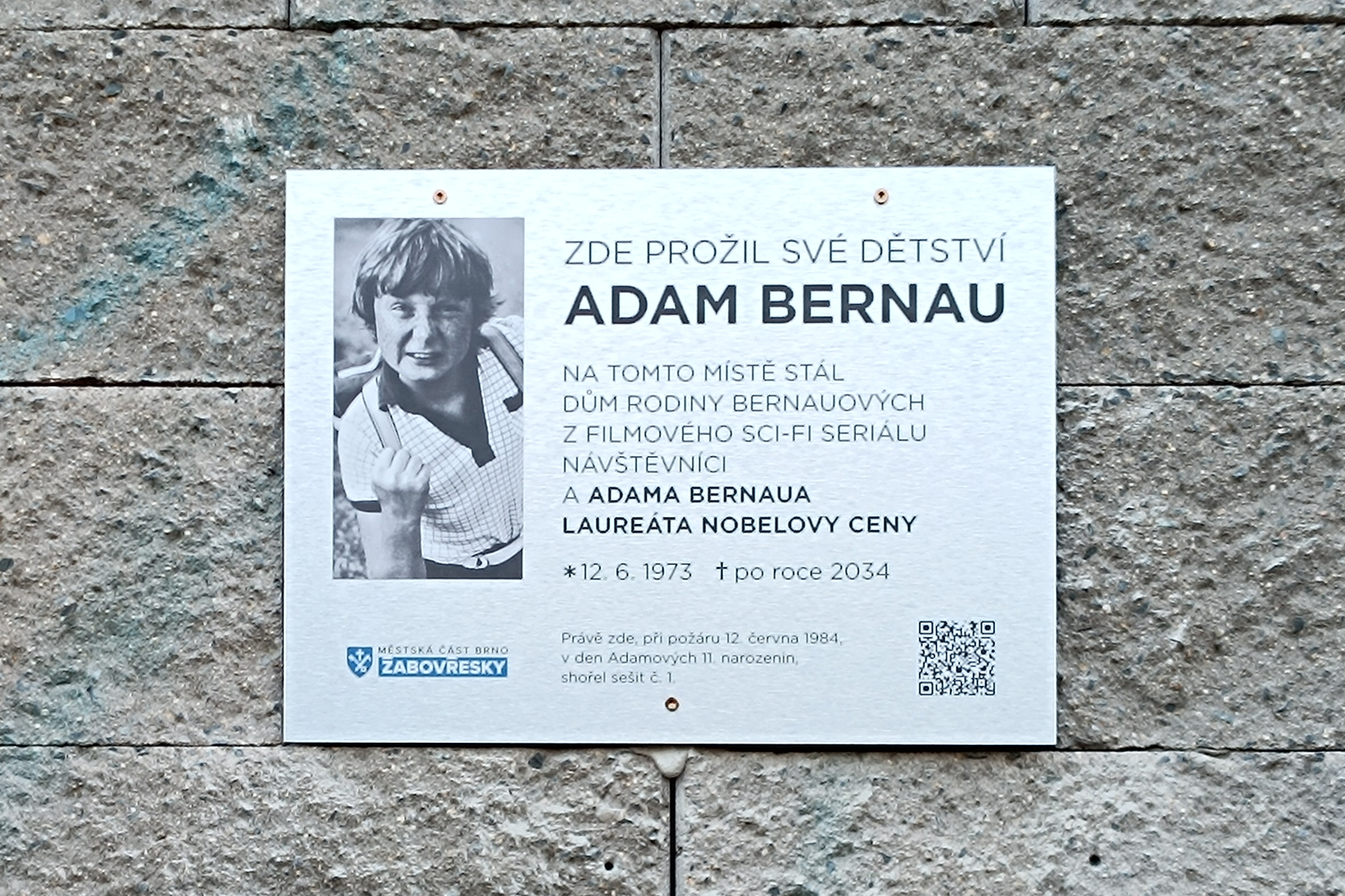
Pamětní deska Adama Bernaua odhalená v roce 2025 v brněnské Bráfově ulici, kde stál dům sloužící jako domov seriálové rodiny Bernauových, a v němž shořel sešit č. 1

- Adam Bernau několikrát zminil knihu Blázni z Hepteridy se vzorcem „Ká alfa se rovná jedna pro mentionové rychlosti: ú se rovná cé na druhou lomeno v závorce jedna minus jedna lomeno ká“. Kniha opravdu existuje, napsal ji Ludvík Souček a děj knihy se odehrává v 25. století. I návštěvníci pocházejí z 25. století. Zmiňovaný vzoreček ale kniha ve skutečnosti vůbec neobsahuje.[31]

- Expedice do roku 1984 trvá 10 dní. První den – příjezd do roku 1984, požár (díly 3 a 4). Druhý den – ubytování v hotelu, nákupy (díly 5 a 6). Třetí den – výzkum ve škole, objevení velkého učitele, půlnoční pouť (díly 6 a 7). Čtvrtý den – návštěva hradu, tancovačka (díly 7–10). Pátý den – vyměřování s Adamem, návštěva nemocnice, vyžhavení rybníka (díly 10 a 11). Šestý den – záchrana kaprů, napršení rybníka, balík s penězi z budoucnosti (díly 11 a 12). Sedmý den – prozrazení, v chalupě u Drchlíka (díly 12–14). Osmý den – potopa (díl 14). Devátý den – příprava na odjezd (díl 14 a 15). Desátý den – návrat do budoucnosti (díl 15).

- Knižní zpracování obsahuje méně dějových linek. Expedice do roku 1984 podle knihy trvá 6 dní. První den – příjezd do roku 1984, požár. Druhý den – ubytování v hotelu, nákupy, půlnoční pouť. Třetí den – výzkum ve škole, objevení velkého učitele. Čtvrtý den – zmizení peněz a odjezd pouti, návštěva hradu, vyžhavení rybníka. Pátý den – záchrana kaprů, napršení rybníka, balík s penězi z budoucnosti. Šestý den – prozrazení, v chalupě u Drchlíka, příprava na odjezd, návrat do budoucnosti.

- Seriál není konzistentní v tom, jaké nebezpečí hrozí v Zemi v 25. století. Podle různých dílů je to neznámý objekt, kometa nebo meteorit, který se se Zemí buď střetne, anebo ji mine a přitom vychýlí z oběžné dráhy.

- Mezi chyby seriálu patří také nejednotné očíslování sledovacích kamer zvaných Oko. Oko 1: v obraze na chodbě hotelu, později v obojku psa Fida (označeno také jako Oko 2 a Oko 3). Oko 2: v kytce na chodbě hotelu. Oko 3: v botě vedoucího hotelu (označeno také jako Oko 2), později v televizní anténě a pak dálkově zničeno.

- Národní filmový archiv eviduje[32] dva literární scénáře z roku 1981 – Návštěvníci: Expedice Adam 84 a Návštěvníci – návrat do budoucnosti. Obsahuje také třináct scénářů technických z března 1981. Původně byl tedy seriál zamýšlen jako třináctidílný (nakonec měl dílů 15) navíc s mírně odlišnými názvy epizod (1. Země roku 2484; 2. Výprava do minula; 3. Návštěvníci přicházejí; 4. Akce: Sešit I.; 5. Hlavně nenápadně; 6. Čas: 00,58; 7. Podezření; 8. Sólo pro Návštěvníky; 9. Stane se zítra; 10. Peníze z hvězd; 11. Prozrazení; 12. Velká hra; 13. Návrat do budoucnosti).

- Na internetu lze sehnat fanouškovský sestřih seriálu do jednoho dlouhého filmu – bez úvodních a začátečních titulků a bez shrnutí předchozího děje. Tato verze je dlouhá 6 hodin a 22 minut.
- Dne 10. listopadu 2024 byla v Brně, v parčíku v ulici Bráfova, neoficiálně odhalena pamětní deska s textem: „Na tomto místě stál dům, ve kterém své dětství prožil Adam Bernau, laureát Nobelovy ceny“.[33][34] Dne 12. června 2025 byla na témže místě odhalena nová pamětní deska připomínající Adama Bernaua a dům jeho rodiny.[35][36]

## Pokračování
V roce 2004 se objevily zprávy o tom, že by se seriál měl dočkat pokračování. Spisovatel Petr Macek připravoval scénář pod pracovním názvem Hlavně nenápadně. Děj se měl odehrávat asi 25 let po událostech původního seriálu. Profesorka Emília Fernandez opět ztvárněná Dagmar Patrasovou by vedla novou expedici zpět do minulosti odčinit následky, které přinesla původní výprava. Josef Dvořák a Jiří Datel Novotný by si své role zopakovali, ale nebyli by členy nové expedice. Část děje se měla odehrávat opět v roce 1984 (nová expedice by se potkala s expedicí původní) a bylo by nutné vytvářet nové scény s již nežijícími herci, například s Josefem Bláhou, představitelem akademika Filipa/Richarda. Seriál by byl finančně náročný a možná i proto se nikdy nedočkal realizace.
V roce 2013 postavil telefonní operátor Vodafone svou reklamní kampaň na oblíbených Návštěvnících. Roli Karase si v ní zopakoval Josef Dvořák a vypravěče opět namluvil Vladimír Brabec. Jako hudební podkres byla využita seriálová hudba Karla Svobody.

## Knihy
Literární verze seriálu.
- Ota Hofman: Návštěvníci (čtení na pokračování v 31. ročníku časopisu Pionýr, 16 dílů, 1983–1984)
- Ota Hofman: Návštěvníci (Albatros, 1985)
- Ota Hofman: Návštevníci (Pravda, slovenské vydání, překlad Jana Hevešiová, 1988)
- Ota Hofman: Návštěvníci (Albatros, 2. vydání, 1994)
- Ota Hofman: Návštěvníci (Albatros, 3. vydání, 2008)
- Ota Hofman: Návštěvníci (audiokniha, čte Lukáš Hlavica, Tympanum, 2025)

## Soundtrack
Kompletní seriálová hudba skladatele Karla Svobody byla vydána nejdříve na gramofonové desce a později na CD.
- Karel Svoboda: Hudba z filmů a televizních seriálů - Návštěvníci / Létající Čestmír (LP, Supraphon, 1984)
- Karel Svoboda: Hudba z filmů a televizních seriálů (CD, Universal, 2004)

V roce 2023 byla hudba ze seriálu použita v reklamě na minerálku Mattoni.

## Vydání na DVD
Celý seriál byl vydán na DVD. Obsahuje 15dílnou variantu s akademikem Richardem.
- Návštěvníci (3 DVD v plastové krabičce, také souhrnná plechová krabička, vydáváno společně s časopisem DiViDi, 2007)[47][48]
- Návštěvníci (5 DVD v papírovém obalu, Blesk, 2009)
- Návštěvníci (remasterovaná verze, 2 DVD, Česká televize, 2022)